# Can Benet Vell
Can Benet Vell, o Can Benet del Salt de Núvia, és una masia del poble de Bigues, en el terme municipal de Bigues i Riells, a la comarca catalana del Vallès Oriental.
Es troba en el sector central-septentrional del terme, al nord-est de l'església parroquial de Sant Pere de Bigues i de la Parròquia de Bigues, al costat nord-oest del Salt de la Núvia, a la dreta del torrent del Salt de la Núvia i al nord-est de Can Frare. És a prop i a llevant del Veïnat.
És una masia del segle xviii, amb modificacions dels dos darrers segles.
Està inclosa en el Catàleg de masies i cases rurals de Bigues i Riells.
S'hi accedeix des de la Parròquia de Bigues pel carrer del Salt de la Núvia. Anant en direcció nord, en uns 150 metres hom arriba a la masia de Can Benet del Salt de la Núvia poc després de deixar enrere el lloc anomenat el Salt de la Núvia.